# Anconska stolnica
Stolnica v Anconi (ital. Duomo di Ancona, Basilica Cattedrale Metropolitana di San Ciriaco) je rimskokatoliška stolnica v Anconi v osrednji Italiji, posvečena svetemu Ciriku. Je sedež anconskega nadškofa. Stavba je primer mešanih romansko-bizantinskih in gotskih elementov in stoji na mestu nekdanje akropole grškega mesta, hriba Guasco, ki gleda na Ancono in njen zaliv.

## Zgodovina
Izkopavanja, izvedena leta 2016, so dokazala, da je italski tempelj, morda posvečen Afroditi, obstajal na tem mestu že v 3. stoletju pred našim štetjem. Na vrhu je bila v 6. stoletju našega štetja zgrajena paleokrščanska cerkev: imela je glavno in tri stranske ladje z vhodom, obrnjenim proti jugovzhodu (kjer je sedanja kapela Križanega). Nekateri ostanki, ki še obstajajo, vključujejo mozaični tlak in obodne stene.
V letih 995–1015 je bila zgrajena nova cerkev, ki je ohranila prvotno obzidje. Leta 1017 je obnovljena bazilika prejela relikvije svetega Marcelina iz Ancone in svetega Kiriaka. Nadaljnja širitvena dela so potekala med poznim 12. in zgodnjim 13. stoletjem, z dodanim transeptom, da je dobila tloris grškega križa, in vhodom proti jugozahodu, zaradi česar je cerkev zdaj obrnjena proti pristanišču in novi cesti, ki vstopa v mesto. Transepta sta bila na višji ravni od prejšnje ladje in sta imela apside. Cerkev, ki je bila prej posvečena svetemu Lovrencu, je bila ponovno posvečena svetemu Kiriaku mučeniku, zavetniku in (morda) škofu v Anconi.
Prva obnova je bila izvedena leta 1883. Med prvo svetovno vojno, 24. maja 1915, je bila bazilika poškodovana zaradi bombardiranja avstro-ogrske flote. Poškodbe so obnovili leta 1920, toda v drugi svetovni vojni so anglo-ameriški bombni napadi uničili južni transept in kripto solz pod njim, skupaj z umetniškimi predmeti, ki so bili tam nameščeni. Ko je bil transept obnovljen, je bila cerkev uradno ponovno odprta leta 1951. Nadaljnjo škodo je povzročil potres leta 1972, ki mu je sledila nova obnova in še ena uradna otvoritev leta 1977.
Leta 1926 je bila stolnica razglašena za manjšo baziliko.

## Opis

### Zunanjost
Stavba je zgrajena v belem kamnu z gore Conero, z apsidami, ki štrlijo iz koncev transepta, in povišanim telesom, s kupolo nad križiščem, ki ustreza ladji. Vse zunanje površine so okrašene z lombardnimi pasovi – slepimi arkadami. Zvonik je samostojno stoječ. Omenja se od leta 1314 in je bil zgrajen nad že obstoječim stolpom iz poznega 13. stoletja.
Pred fasado, razdeljeno na tri dele, je široko stopnišče; nad njim je romanski portal iz 13. stoletja, ki ga tvori okrogel lok, ki ga podpirajo štirje stebri. Sprednji stojijo na levih iz veronskega rdečega marmorja, zadnji pa, ki jih je kasneje dodal Luigi Vanvitelli, so na preprostem podstavku.
Pod oboki so štirje reliefi, ki prikazujejo simbole evangelistov. Portal pripisujejo Giorgiu da Comu (ok. 1228) in je v romansko-gotskem slogu, zgrajen iz belega kamna Conero z gore Conero in veronskega rdečega marmorja. Krasi ga vrsta stebrov z ogivalnimi oboki z reliefi doprsnih kipov svetnikov, živalskih figur in rastlinskih motivov. Nad portalom je velik okulus z romanskim okvirjem med dvema oknoma s paličevjem.
Kupola je ena najstarejših v Italiji. Ima ogivalno obliko z dvanajsterokotnim bobnom, ki stoji na kvadratni podlagi z majhnimi okrasnimi loki. Zgrajena je bila čez križišče v 13. stoletju in jo pripisujejo Margaritone d'Arezzu (1270). Skupaj s cerkvijo sv. Antona v Padovi in baziliko sv. Marka v Benetkah je bila eden redkih sodobnih primerov kupole, zgrajenih v cerkvah, namesto v ločenih krstilnicah. Bakrena kritina je bila dodan v 16. stoletju.

### Notranjost
Notranjost je na tlorisu grškega križa. Vsi kraki so razdeljeni na glavno in dve stranski ladji, s ponovno uporabljenimi starinskimi rimskimi stebri z bizantinskimi kapiteli. Na križišču je notranji del kupole, ki ima pendantive s figurami angelov v molitvi v bizantinskem slogu. Kupolo podpirajo gručasti stebri.
Stranski kraki transepta se končajo z dvignjenimi apsidami, osrednji krak prezbiterija pa je med širitvijo 18. stoletja izgubil prvotno apsido. Vse ladje imajo poslikane lesene oboke v obliki ladijskega trupa iz 15. stoletja. Na začetku severne ladje je spomenik fermskemu bojevniku iz leta 1530.
V južnem transeptu je kapela z razpelom. Njegove zaslone (transennae) tvorijo ploščice s sgraffito okrasom iz balustrade iz leta 1189. Na levi sta upodobljena Jeremija in Habakuk; večni oče in blažena Devica; angel in sveti Janez Evangelist; in sveti Kiriak; na desni pa figure živali: dva žerjava na drevesu granatnega jabolka, orel, dva pava na drevesu in dva grifona. V spodnji kripti solz, obnovljeni po uničenju v drugi svetovni vojni, so ostanki starodavnih struktur. Prezbiterijska grbovna hiša, v severnih ladjah, grobnica blaženega Girolama Ginellija († 1506), ki jo je leta 1509 izdelal Giovanni Dalmata.
V severnem transeptu je Marijina kapela z razkošno okrašeno nišo, ki jo je leta 1739 zasnoval Luigi Vanvitelli, kjer je spoštovana podoba Marije iz 17. stoletja. Pod kapelo je kripta s posmrtnimi ostanki svetega Kiriaka (v marmornem ohišju), svetih Liberija in Marcelina (v sicilijanskem jaspisu) ter pepelom svete Palacije. Žare z bronastimi festoni je med letoma 1757 in 1760 oblikoval in izvedel Gioacchino Varlè.

## Galerija
- Glavni vhod
- Detajl
- Leva na vhodu
- Campanile
- Stranski pogled
- Notranjost
- Notranjost kupole
- Kripta
- Vzhodna fasada
- Vhod v muzej
- Dvorišče muzeja